# Ocean (песня)
«Ocean» — песня нидерландского диджея и музыкального продюсера Мартина Гаррикса и американского певца Khalid, выпущенная 15 июня 2018 года на лейбле STMPD RCRDS.

## История
В октябре 2017 года поклонник Мартина Гаррикса попросил о совместном сотрудничестве c Халидом в Twitter. В ответ на это, Халид процитировал Мартина, и тот ответил: «Давай сделаем это». Впервые о том, что Халид был в студии с Мартином Гарриксом, он рассказал во время интервью на «Billboard Music Awards» 17 апреля 2018 года. Позднее, Мартин Гаррикс сам рассказал подробности новостному порталу Kenh14 News: 

«На данный момент я могу объявить, что у меня есть новая песня с Халидом. Он отличный певец. Мы выпустим её в начале июня. Я в восторге от этого».

## Список композиций
| №  | Название | Автор(ы)       | Продюсер                               | Длительность |
| -- | -------- | -------------- | -------------------------------------- | ------------ |
| 1. | «Ocean»  | Мартин Гаррикс | Khalid Dewain Whitmore Jr. Исли Джубер | 3:36         |

### Ремиксы
1. «Ocean» (Martin Garrix & Cesqeuax Remix) — 3:41
2. «Ocean» (Cazztek Remix) — 4:55
3. «Ocean» (Todd Helder Remix) — 2:19
4. «Ocean» (Silque Remix) — 3:37
5. «Ocean» (DubVision Remix) — 5:37
6. «Ocean» (Goja Remix) — 3:34
7. «Ocean» (Bart B More Remix) — 3:04
8. «Ocean» (Banx & Ranx Remix) — 3:35
9. «Ocean» (VAN DUO Remix) — 3:54
10. «Ocean» (Syn Cole Remix) — 3:21
11. «Ocean» (MYRNE Remix) — 3:42
12. «Ocean» (Don Diablo Remix) — 3:21
13. «Ocean» (David Guetta Remix) — 3:16

## Отзывы критиков
Кэт Бейн из Billboard почувствовала, что «трек отлично подходит для душевного диапазона Халида».
Мэтью Медоу из музыкального портала «Your EDM» описал «Ocean» как «самую мягкую из всех песен Гаррикса, которую мы слышали когда-либо», он отметил, что песня звучит больше в стиле Халида, чем в его собственном.

## Чарты
| Чарт (2018)                                | Пиковая позиция |
| ------------------------------------------ | --------------- |
| Australia (ARIA)                           | 12              |
| Австрия (Ö3 Austria Top 40)                | 23              |
| Бельгия/Фландрия (Ultratop 50)             | 45              |
| Бельгия/Валлония (Ultratip Bubbling Under) | 12              |
| Канада (Billboard Canadian Hot 100)        | 31              |
| Чехия (Singles Digitál Top 100)            | 12              |
| Denmark (Tracklisten)                      | 17              |
| Франция (SNEP)                             | 166             |
| Германия (GfK)                             | 39              |
| Венгрия (Single Top 40)                    | 15              |
| Венгрия (Stream Top 40)                    | 10              |
| Ireland (IRMA)                             | 14              |
| Italy (FIMI)                               | 78              |
| Нидерланды (Dutch Top 40)                  | 6               |
| Нидерланды (Single Top 100)                | 18              |
| New Zealand (Recorded Music NZ)            | 13              |
| Norway (VG-lista)                          | 14              |
| Португалия (AFP)                           | 17              |
| Шотландия (OCC Scotland)                   | 55              |
| Словакия (Singles Digitál Top 100)         | 15              |
| Spain (PROMUSICAE)                         | 88              |
| Sweden (Sverigetopplistan)                 | 11              |
| Швейцария (Schweizer Hitparade)            | 25              |
| Великобритания (OCC UK Singles)            | 34              |
| США (Billboard Hot 100)                    | 78              |
| США (Billboard Hot Dance/Electronic Songs) | 5               |

## Сертификации
| Регион | Сертификация | Продажи |
| --- | ------------ | ------- |
| Австралия (ARIA) | Золотой      | 35 000  |
| * Данные о продажах приведены только на основе сертификации. ^ Данные о тиражах приведены только на основе сертификации. |              |         |